# Campionato oceaniano di calcio Under-17
Il Campionato oceaniano di calcio Under-17 (in inglese OFC U-17 Championship) è un torneo per squadre nazionali a cadenza biennale, riservato ai calciatori di età uguale o inferiore ai 17 anni. Assegna l'unico posto della OFC al Campionato mondiale di calcio Under-17.

## Albo d'oro
| 1983 Dettagli | Nuova Zelanda             | Australia     |              | Nuova Zelanda   | Taipei cinese   |              | Nuova Caledonia    |
| 1986 Dettagli | Taipei cinese             | Australia     |              | Nuova Zelanda   | Taipei cinese   |              | Papua Nuova Guinea |
| 1989 Dettagli | Australia                 | Australia     |              | Nuova Zelanda   | Taipei cinese   |              | Figi               |
| 1991 Dettagli | Nuova Zelanda             | Australia     |              | Nuova Zelanda   | Figi            |              |                    |
| 1993 Dettagli | Nuova Zelanda             | Australia     | 3–0          | Isole Salomone  |                 |              |                    |
| 1995 Dettagli | Vanuatu                   | Australia     | 1–0          | Nuova Zelanda   | Vanuatu         | 3–0          | Isole Salomone     |
| 1997 Dettagli | Nuova Zelanda             | Nuova Zelanda | 1–0          | Australia       | Isole Salomone  | 3–0          | Figi               |
| 1999 Dettagli | Figi                      | Australia     | 5–0          | Figi            | Isole Salomone  |              | Nuova Caledonia    |
| 2001 Dettagli | Samoa Isole Cook          | Australia     | 3–0 6-0      | Nuova Zelanda   |                 |              |                    |
| 2003 Dettagli | Samoa Americane Australia | Australia     | 3–1 4–0      | Nuova Caledonia |                 |              |                    |
| 2005 Dettagli | Nuova Caledonia           | Australia     | 1–0          | Vanuatu         | Isole Salomone  | 3–1          | Nuova Caledonia    |
| 2007 Dettagli | Polinesia francese        | Nuova Zelanda | girone unico | Tahiti          | Figi            | girone unico | Nuova Caledonia    |
| 2009 Dettagli | Nuova Zelanda             | Nuova Zelanda | girone unico | Tahiti          | Nuova Caledonia | girone unico | Vanuatu            |
| 2011 Dettagli | Nuova Zelanda             | Nuova Zelanda | 2–0          | Tahiti          | Isole Salomone  | 2–0          | Vanuatu            |
| 2013 Dettagli | Vanuatu                   | Nuova Zelanda | girone unico | Nuova Caledonia | Vanuatu         | girone unico | Figi               |
| 2015 Dettagli | Samoa Samoa Americane     | Nuova Zelanda | 1–1 5-4(dtr) | Tahiti          | Vanuatu         | 6–0          | Nuova Caledonia    |
| 2017 Dettagli | Polinesia francese        | Nuova Zelanda | 7–0          | Nuova Caledonia |                 |              |                    |
| 2023 Dettagli | Figi                      | Nuova Zelanda | 1–0          | Nuova Caledonia | Tahiti          | 3–0          | Figi               |